# Alton (Staffordshire)
Alton is een civil parish in het bestuurlijke gebied Staffordshire Moorlands, in het Engelse graafschap Staffordshire.

## Externe link

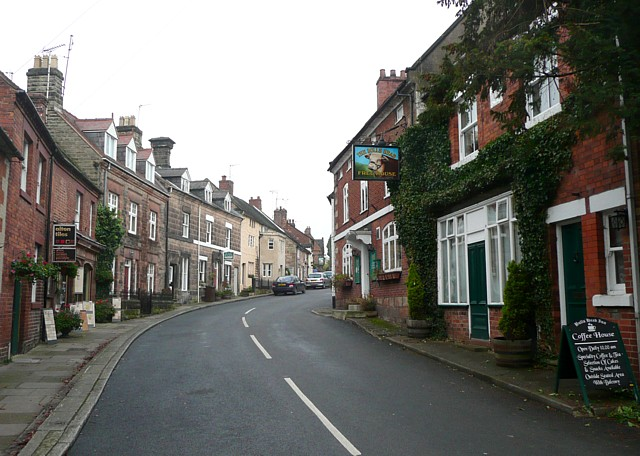